# Camden (Caroline du Nord)
Pour les articles homonymes, voir Camden.
La ville de Camden est le siège du comté de Camden, situé en Caroline du Nord, aux États-Unis.

## Démographie
| 2000 | 2010 | - | - | - | - |
| ---- | ---- | - | - | - | - |
| 362  | 599  | - | - | - | - |